# Mellemøst-kvartetten
Mellemøst-kvartetten er en gruppe af lande og organisationer, der arbejder sammen om at mægle i konflikten i Mellemøsten. Gruppen består af USA, Rusland, EU og FN, der begyndte at arbejde i 2002, efter konflikten i Mellemøsten eskalerede.
James Wolfensohn, tidligere præsident for Verdensbanken, var gruppens særlige udsending for Israels tilbagetrækning fra Gaza mellem maj 2005 og april 2006. SRSG fik mandat fra gruppen til at lede, styre og koordinere det internationale samfunds bestræbelser på at støtte tilbagetrækningen.
Tony Blair, tidligere premierminister i Storbritannien, var gruppens officielle udsending fra den 27. juni 2007 til maj 2015.
Gruppen består af:
- EU's højtstående repræsentant for udenrigsanliggender Federica Mogherini
- Ruslands udenrigsminister Sergej Lavrov
- FN's Specielle Koordinator for the Mellemøst-fredsprocessen Nikolay Mladenov
- Storbritanniens specielle udsending Tony Blair (afgået)
- USA's udenrigsminister Rex Tillerson.

| Politik | Spire Denne artikel om politik og ideologi er en spire som bør udbygges. Du er velkommen til at hjælpe Wikipedia ved at udvide den. |